# Saint-Louis-du-Sud
Pour les articles homonymes, voir Saint-Louis.
Saint-Louis-du-Sud (Sen Lwi di sid en créole) est une commune d'Haïti située dans le département du Sud et l'arrondissement d'Aquin.
Elle se trouve au sud de l'île d'Hispaniola, dans la péninsule de Tiburon à une vingtaine de kilomètres au sud-est de Cavaillon.

## Démographie
La commune est peuplée de 59 042 habitants(recensement par estimation de 2009). La ville chef-lieu de Saint-Louis-du-Sud se trouve au fond de la baie de Saint-Louis.

## Histoire
En 1508, les Espagnols fondent la cité sous le nom de « Villa Nueva de Yaquine ».
En 1655, les Anglais s'installent dans la baie, qu'ils appellent Cromwell Bay (Baie de Cromwell).
En 1677, les Français s’y installent après en avoir chassé les Anglais et lui donnent son nom en l'honneur de Saint-Louis sans oublier le roi de l'époque, le roi-Soleil ou Louis XIV.
Créée en 1698, la Compagnie de Saint-Domingue établit ses bâtiments et entrepôts à Saint-Louis. La ville prend le nom de Saint-Louis-du-Sud en 1721.
Le 19 mars 1748, une escadre anglaise commandée par le vice-amiral Charles Knowles attaque le fort de Saint-Louis. La garnison du fort capitule : le vice-amiral Knowles convient avec Antoine de Caffaro, major du Fort Saint-Louis, que Saint-Louis serait port libre pour les navires anglais pour y faire de l'eau et du bois. Les Anglais font sauter une grande partie des remparts du fort. Dans les années qui suivent, le centre de gravité du sud se déplace vers Les Cayes.

## Administration
La commune est composée de la ville de Saint-Louis-du-Sud et des sections communales de :
| - Grand Fonds - Baie Dumesle - Grenodière - Zanglais | - Sucrerie Henri - Solon - Cherette - Corail-Henri - St-Georges - Grand-Riviere |

## Monuments et sites
- Le Fort Saint-Louis a été construit par les Français à l'époque coloniale[3].
- Le Fort des Oliviers remonte à la période d'occupation de Saint-Louis-du-Sud par les Anglais.

## Projet du «port international du Sud»
En novembre 2011, le président haïtien Michel Martelly annonçait la construction du port international du Sud, affecté au commerce extérieur, dont le projet peinait à se concrétiser depuis une quinzaine d’années. Le site prévu pour accueillir celui-ci, la baie du Mesle située à environ 7 km de la ville (18° 14′ 54″ N, 73° 36′ 35″ O) a été finalement préféré à la baie de Saint-Louis, car elle est beaucoup plus abritée des vents dominants venant du Sud-Est et ne posera donc pas d'inconvénients pour l'installation d'un service conteneur. La société danoise Ramboll, chargée de l'étude de faisabilité, propose de construire seulement un appontement de deux postes à quai de 140 mètres et 160 mètres avec au moins 10 mètres de profondeur, une clôture et un bâtiment d'administration, ainsi que toutes les autres fonctions du port qui se feront par contrat. On estime que la construction de ce port contribuera à l'industrialisation et au développement de la région, ainsi l'implantation d'une centrale thermique, d'un terminal pétrolier et d'un terminal de ciment, est notamment prévue.